# Еггебек
Еггебек (нім. Eggebek) — громада в Німеччині, розташована в землі Шлезвіг-Гольштейн. Входить до складу району Шлезвіг-Фленсбург. Центр об'єднання громад Еггебек.
Площа — 16,68 км2. Населення становить 2512 ос. (станом на 31 грудня 2020).